# Sigifredo Vega
Sigifredo Cristóbal Vega Vásquez (Bogotá, 1 de enero de 1950 - Ibidem, 29 de junio de 2024) fue un actor colombiano que ha participado en varías producciones tanto teatrales como televisivas en su país natal. Ha sido reconocido por actuar en telenovelas como Pasión de gavilanes.

## Fallecimiento
Falleció el 29 de junio de 2024 a los 74 años, después de enfrentarse a una larga batalla contra el cáncer de pulmón. La noticia fue confirmada por la SCG Colombia a través de su cuenta de Instagram

## Filmografía

### Televisión
| Año       | Título                                         | Personaje                                 | Canal                            |
| --------- | ---------------------------------------------- | ----------------------------------------- | -------------------------------- |
| 2014      | La viuda negra                                 |                                           | Univision                        |
| 2012      | Operación E                                    |                                           |                                  |
| 2011      | Tu voz estéreo                                 |                                           | Caracol Televisión               |
| 2009      | Los Victorinos                                 | Ranchero                                  | Telemundo                        |
| 2008      | Sin senos no hay paraíso                       | Hernán Barragán                           | Telemundo                        |
| 2008      | La Traicion                                    | Don Omar                                  | Telemundo                        |
| 2007      | Madre Luna                                     |                                           |                                  |
| 2007      | Zorro: La Espada y La Rosa                     | Matías                                    | Telemundo                        |
| 2006-2007 | Decisiones                                     |                                           |                                  |
| 2005      | La séptima puerta                              |                                           |                                  |
| 2005      | Casados con hijos                              |                                           |                                  |
| 2004      | Te Voy a Enseñar a Querer                      | Don Olegario                              |                                  |
| 2003-2004 | Pasión de gavilanes                            | Don Filemón                               | Telemundo                        |
| 2001      | Amantes del Desierto                           | Don Carlos                                | - Telemundo - Caracol Televisión |
| 1998      | El amor es más fuerte                          | Secuestre                                 |                                  |
| 1997      | Hombres                                        |                                           |                                  |
| 1996      | Oedipo alcalde                                 | Sargento                                  |                                  |
| 1992      | Brigada central II: La guerra blanca           | Diego                                     |                                  |
| 1991      | El carretero                                   |                                           |                                  |
| 1990-1991 | N.N                                            | Don Lino                                  |                                  |
| 1988-1989 | Amar y Vivir                                   | Don Delio                                 |                                  |
| 1988      | Un hombre y una mujer con suerte               |                                           |                                  |
| 1981      | Bolívar, el hombre de las dificultades         | - Juan Vicente Bolívar - Fernando Bolívar |                                  |
| 1979-1980 | Revivamos Nuestra Historia: José María Córdova | Ramón Nonato Guerra                       |                                  |